# عبد الغني السيد
عبد الغنى السيد (1908 - 9 ديسمبر 1962) مطرب مصري، مولود في القاهرة، وهبه الله بصوت رخيم. لم يحظ بقدر من التعليم، فعمل «أسترجي» في معرض على خليل أحد معارض الموبيليا الشهيرة بالقاهرة فلعبت الصدفة دور كبير في دخوله عالم الفن حين سمعه الملحن (زكي مراد) صديق صاحب المعرض والد الفنانين (ليلى مراد، منير مراد)، وقرر تبنيه فنياً، وقدمه في العديد من الأفراح والمناسبات واكتشف موهبته كمطرب، ثم اشتهر بأغنياته في الأفراح، ولمع في الإذاعة المصرية مع افتتاحها عام 1934، وعمل في السينما في أفلام قليلة، وفي عام 1940 درس الموسيقى.
من أشهر أغانيه، «البيض الأمارة»، واغنية «ع الحلوة والمرة» وأغنية وله يا وله وقام بالغناء في أفلام مثل عريس من إسطنبول والبيت الكبير وعم أمين، وله بالأذاعة المصرية أكثر من 884 أغنية وغنى لعمالقة التلحين مثل رياض السنباطي ومحمود الشريف ومحمد عبد الوهاب ومحمد الموجي ومحمد القصبجي وبليغ حمدي وكمال الطويل.
وتزوج عبد الغني السيد ثلاث مرات وانجب ثلاث بنات وابن وحيد الذي ورثه في الصوت الجميل وله بعض الأعمال في التلحين والتوزيع.

## من أعماله
- 1938:شيء من لا شيء
- 1943 شارع محمد علي
- 1947: ليالي الأنس
- 1947: نور من السماء
- 1937: وراء الستارة
- 1945: سفير جهنم
- 1949: البيت الكبير
- 1949: بنت العمدة

## روابط خارجية
- عبد الغني السيد على موقع الدهليز
- عبد الغني السيد على موقع قاعدة بيانات الأفلام العربية
- عبد الغني السيد على موقع ديسكوغز (الإنجليزية)